# Asurada
Asurada (Āšūrʾāda o Āšūrāda) foren (fins al 1930) tres illes de la mar Càspia i després part de la península de Miankala (que separava la mar Càspia de la badia d'Astarabad) a la que van quedar unides per la baixada del nivell de la mar. Formen part del baḵš de Bandar-e Šāh (des de 1979 Bandar-e Torkaman), šahrestān de Gorgan; estan habitades per pescadors. Bandar-e Torkaman està a 3 km i a 17 km hi ha Bandar-e Gaz. El nom és probablement turc (Ada = illa en turc)
El 1781 els russos dirigits pel comandant Voynovich van demanar permís per establir una estació comercial. En realitat van construir un fortí amb 18 canons, però Agha Muhammad Shah va agafar presoners als oficials en una emboscada i els va obligar a desmantellar la construcció. El 1838 es va revoltar un cap turcmen de nom Qiat que va saquejar diversos llocs i feia presoners per vendre'ls com esclaus; el govern persa va demanar ajut a Rússia per sufocar la revolta i aquest estat va enviat dos vaixells i amb l'excusa de necessitar una base van començar a construir edificacions militars a les illes on al cap de poc ja hi havia cinc vaixells i els russos s'hi van quedar; en tots els intercanvis de notes reconeixien la sobirania persa però es negaven a l'evacuació que no es va produir fins al 13 de febrer de 1921 quan va quedar ratificat el tractat entre la Rússia Soviètica i Pèrsia.